# The Last Supper
The Last Supper – pierwsza długogrająca płyta blackmetalowego zespołu Belphegor. Wydana przez wytwórnię Lethal Records w 1995 roku.

## Lista utworów
1. "The Last Supper"
2. "A Funeral Without a Cry"
3. "Impalement Without Mercy"
4. "March Of The Dead"
5. "The Rapture Of Cremation"
6. "Engulfed In Eternal Frost"
7. "D.I.E."
8. "In Remembrance Of Hate And Sorrow"
9. "Bloodbath In Paradise (part II)"
10. "Kruzifixion"